# Sharemypark
ShareMyPark est une compagnie belge de parking en ligne créée en 2016 par William Detry et Victor Boels. Elle permet aux particuliers et aux entreprises de louer leurs places de parking inutilisées ou sous-utilisées. Le service de ShareMyPark offre une application mobile pour IOS et Android, ainsi qu’un site web. Elle est basée à Bruxelles, en Belgique. Sharemypark s’est fait acquérir en mars 2018 par la compagnie Irlandaise Parkpnp.

## Histoire
Sharemypark est créé par deux étudiants de Solvay en 2016, et s'appelait initialement DitoPark. Detry a eu l’idée de lancer le projet après son Erasmus à Barcelone où il a constaté la difficulté à trouver une place de stationnement. La start-up est d'abord un service de réservation pair à pair de parking entre particuliers, puis elle propose ensuite des places de stationnement dans des parkings d'organismes tels que des supermarchés, des co-propriétés, ou encore des églises.
Le service de Sharemypark compte, début 2018, environ 10 000 personnes inscrites, dont 3 000 à 3 500 utilisateurs récurrents par mois, et 3 000 emplacements de parking partagés.
Sharemypark s'appuie sur plusieurs partenariats. Les partenariats permettent aux clients d'accéder à Forest-National, aux stades d’Anderlecht et du Heysel, mais aussi aux campus universitaires de l’UCL et de l’ULB, au quartier du Châtelain, à la place Flagey ou encore à Montgomery ou à Schaerbeek.
En mars 2018, ShareMyPark est acquise par la compagnie irlandaise Parkpnp. Elle poursuit dorénavant ses activités sous le nom « Parkpnp Belgium ».